# Ben Monder
Ben Monder (ur. 24 maja 1962) – amerykański gitarzysta jazzowy i kompozytor. Oprócz wydawania solowych płyt grał jako sideman na ponad stu albumach. Krytycy definiują styl solowych projektów Mondera jako trudny do opisania, choć chwalą jego twórczy geniusz.

## Życiorys
Monder studiował na Uniwersytecie Miami. Współpracował z wieloma muzykami, w tym Lee Konitzem, Tootsem Thielmansem, Paulem Motianem i Marią Schneider.
W 1995 roku nagrał swój debiutancki album Flux, gdzie gościnnie zagrał perkusista Jim Black oraz basista Drew Gress. Nagrany w 2001 roku (improwizacja nagrana w ciągu jednego dnia) z saksofonistą Billem McHenrym Bloom nie został wydany aż do roku 2010. W międzyczasie wydał solowy album Oceana (2005) oraz album z pianistą Chrisem Gistrinem i perkusitą Dylanem van der Schyffem The Distance (2006). W 2007 roku nagrał At Night z wokalistą Theo Bleckmannem oraz perkusistą Satoshi Takeishi.

## Dyskografia
- Hydra (Sunnyside, 2013)
- Bloom, z Bill McHenry (Sunnyside, 2009)
- At Night, współpraca: Theo Bleckmann (Songlines, 2007)
- Oceana (Sunnyside, 2005)
- Excavation (Arabesque, 2000)
- No Boat, współpraca: Theo Bleckmann (Songlines, 1997)
- Dust (Arabesque, 1997)
- Flux (Songlines, 1995)